# Torngat Mountains nationalpark
Torngat Mountains nationalpark är en nationalpark i Kanada, belägen i provinsen Newfoundland och Labrador, på den nordligaste spetsen av Labradorhalvön. Parken inrättades 2005 och det skyddade området omfattar 9 700 kvadratkilometer.

## Geografi
Torngat Mountains nationalpark har fått sitt namn efter Torngatbergen. Denna bergskedja har de högsta bergstopparna i nordöstra kontinentala Nordamerika. Några bergstoppar når höjder över 1 500 meter och den högsta bergstoppen Mount Caubvick har en höjd på 1 652 meter. I bergen finns flera mindre glaciärer, vilka är rester från den senaste istiden. Glaciärer har även format de djupa dalar som finns mellan bergen. Kusttrakterna är klippiga och branta med många fjordar.

## Fauna och flora
Torngat Mountains nationalpark har en fauna där både arktiska och en del boreala arter förekommer. Många av de fåglar, liksom vissa däggdjur, som förekommer här är sådana arter som företar säsongsbundna flyttningar. En del av dessa djur stannar i området för att fortplanta sig, andra är mer tillfälliga besökare som snart fortsätter vidare. Till de större landlevande däggdjur som kan ses här hör till exempel ren, varg, isbjörn, svartbjörn och fjällräv. I vattnen utanför kusten kan man se sälar och valar. 
Vegetationen i Torngatbergen är sparsam, och för parken som helhet gäller att vegetationen blir mer arktiskt präglad ju längre norrut i parken man kommer. Söderut är vegetationen lite frodigare. De örter som växer här är sådana som trivs med alpina och tundraliknande förhållanden.